# Lamborghini LM002

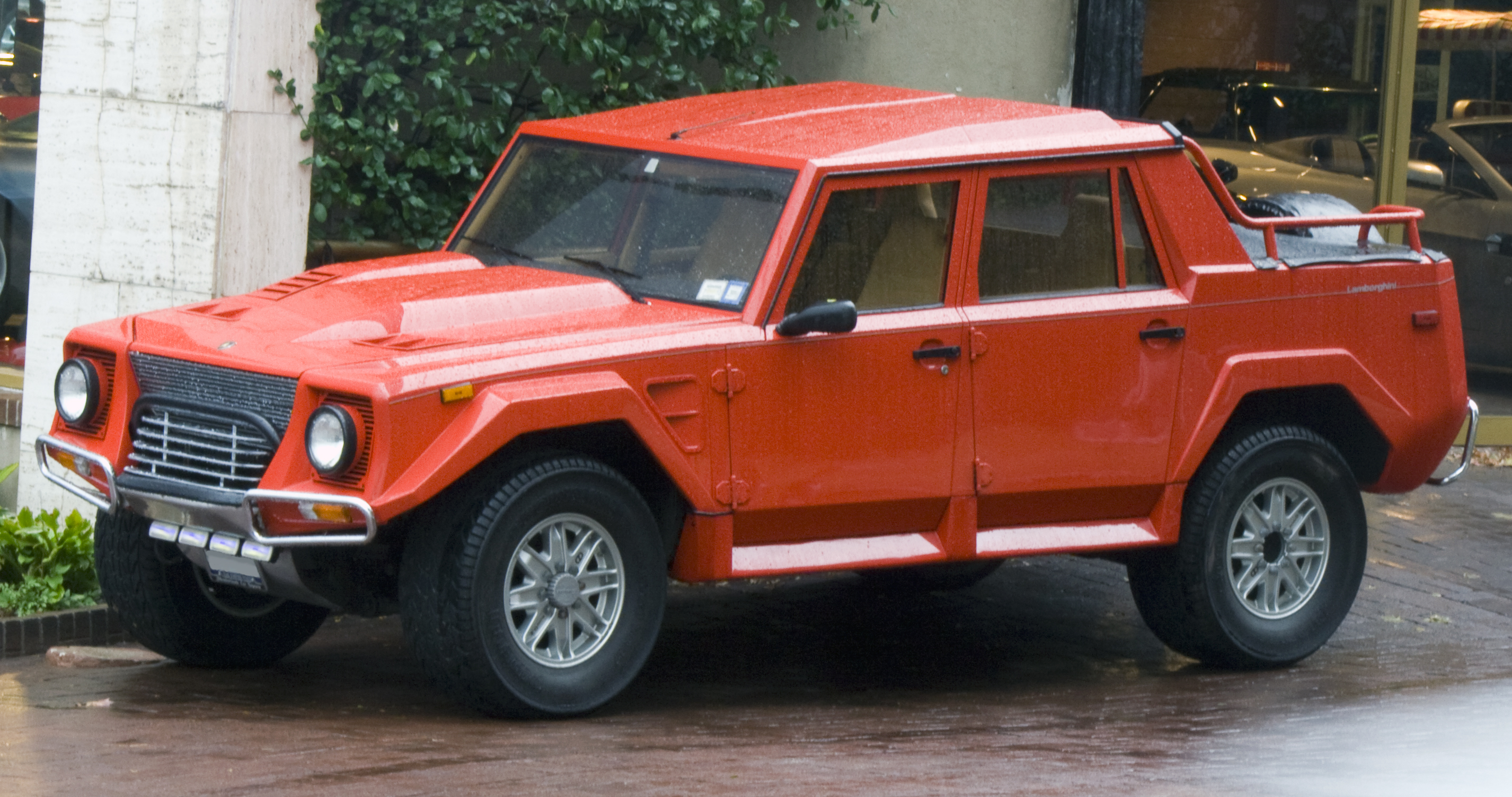
Lamborghini LM002

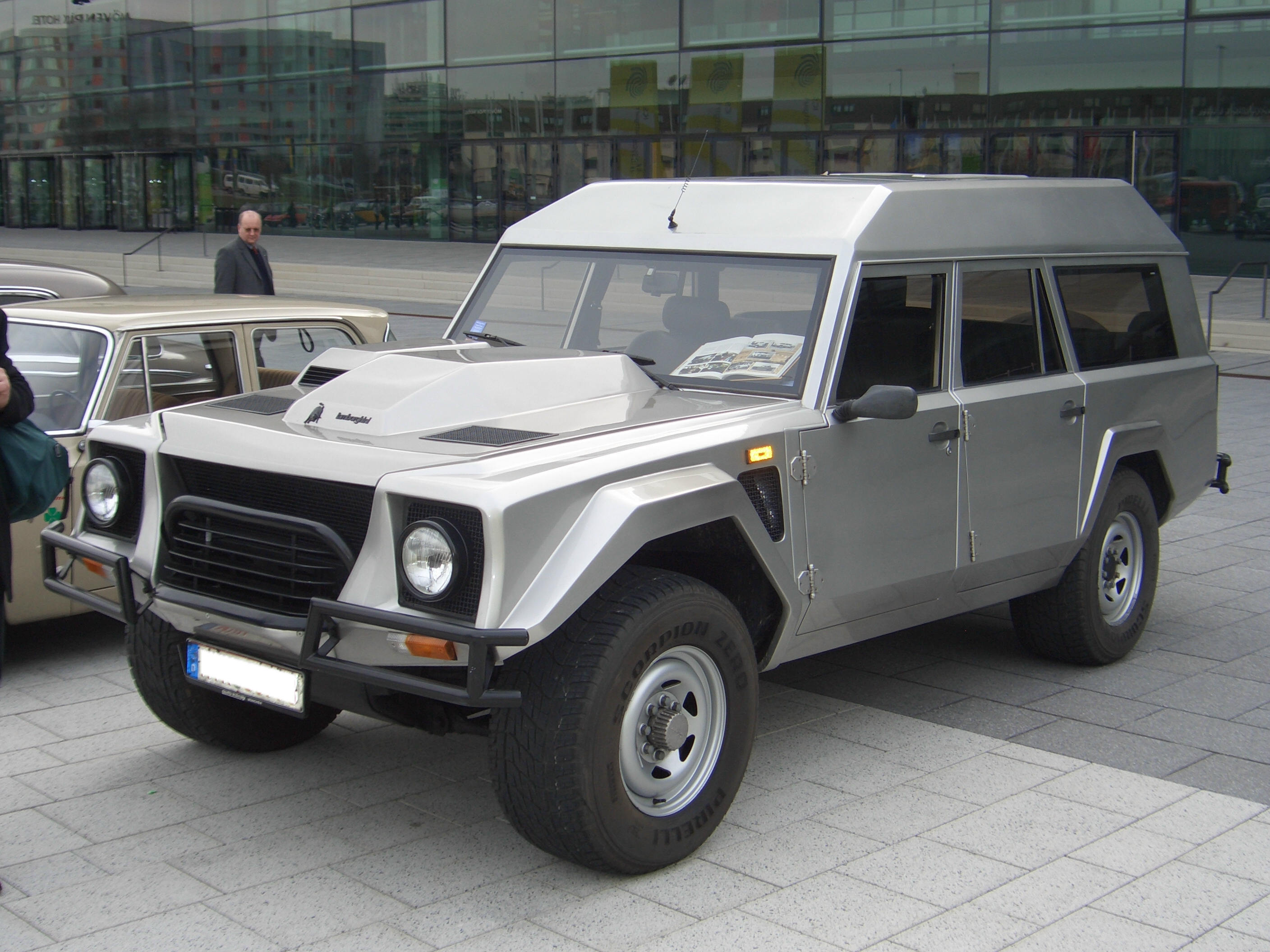
Lamborghini LM002 stationsvagn

Lamborghini LM002 är en fyrhjulsdriven terrängbil som Lamborghini utvecklat och som tillverkades mellan 1986 och 1993.
På 1970-talet beslutade USA:s armé att de militariserade civila fordon som användes inte längre mötte deras krav. År 1977 utvecklade Lamborghini fordonet Cheetah I ett försök att möta de krav som armén ställde. Den amerikanska armén beställde inte fordonet men det kom istället att vidareutvecklas till seriemodellen Lamborghini LM002.
1980 återupptogs arbetet med en terrängbil sedan Patrick Mimran tagit över Lamborghini. 1981 visades prototypen LM001 med en 5,7 liters V8 från American Motors Corporation. Påföljande år presenterades en till prototyp på Genèves bilsalong med en 4,8 liters V12-motor. Serieproduktionen av LM002 startade samma år.
Totalt tillverkades 301 stycken Lamborghini LM002.